# Carrefour Pleyel (métro de Paris)
Pour la place éponyme, voir Carrefour Pleyel.
Pour les articles homonymes, voir Pleyel (homonymie) et Saint-Denis Pleyel (métro de Paris).
Carrefour Pleyel est une station de la ligne 13 du métro de Paris, dans le secteur de la Plaine Saint-Denis situé sur la commune de Saint-Denis, à proximité de celle de Saint-Ouen-sur-Seine, dans le département de la Seine-Saint-Denis.

## Histoire
Dans le cadre du « plan des grands travaux contre le chômage en région parisienne », le prolongement de Porte de Saint-Ouen au Carrefour Pleyel est décidé et les crédits octroyés dès le 20 novembre 1940. Les travaux commencent en février 1941. Les chantiers progressent d'abord rapidement avant que les autorités allemandes ne les freinent pour les interrompre totalement en 1943. Les travaux sont au ralenti à la Libération puis reprennent leur marche normale avec le rétablissement progressif des approvisionnements. En 1948, l'infrastructure est réalisée puis la station équipée au début de 1950.
L'après-guerre est une période de faible investissement pour la RATP, si bien que la station n'est ouverte qu'en 1952 pour constituer alors le nouveau terminus de la ligne 13 jusqu'au 26 mai 1976, date à laquelle cette branche est prolongée jusqu'à Basilique de Saint-Denis.
Son nom provient du carrefour Pleyel, où se croisent historiquement deux axes routiers majeurs : la RN 14 et la route de la Révolte, et, plus récemment, des bretelles d'accès à l'autoroute A86. Le facteur de pianos et compositeur autrichien Ignace Joseph Pleyel (1757-1831) fonda à Paris une maison d’éditions musicales et, en 1807, sa célèbre manufacture de pianos à l'emplacement de ce carrefour. La marque Pleyel est toujours active, mais la manufacture a quitté Saint-Denis. Afin de pérenniser cette histoire, la ville de Saint-Denis a dénommé Place des pianos un lieu situé à proximité.

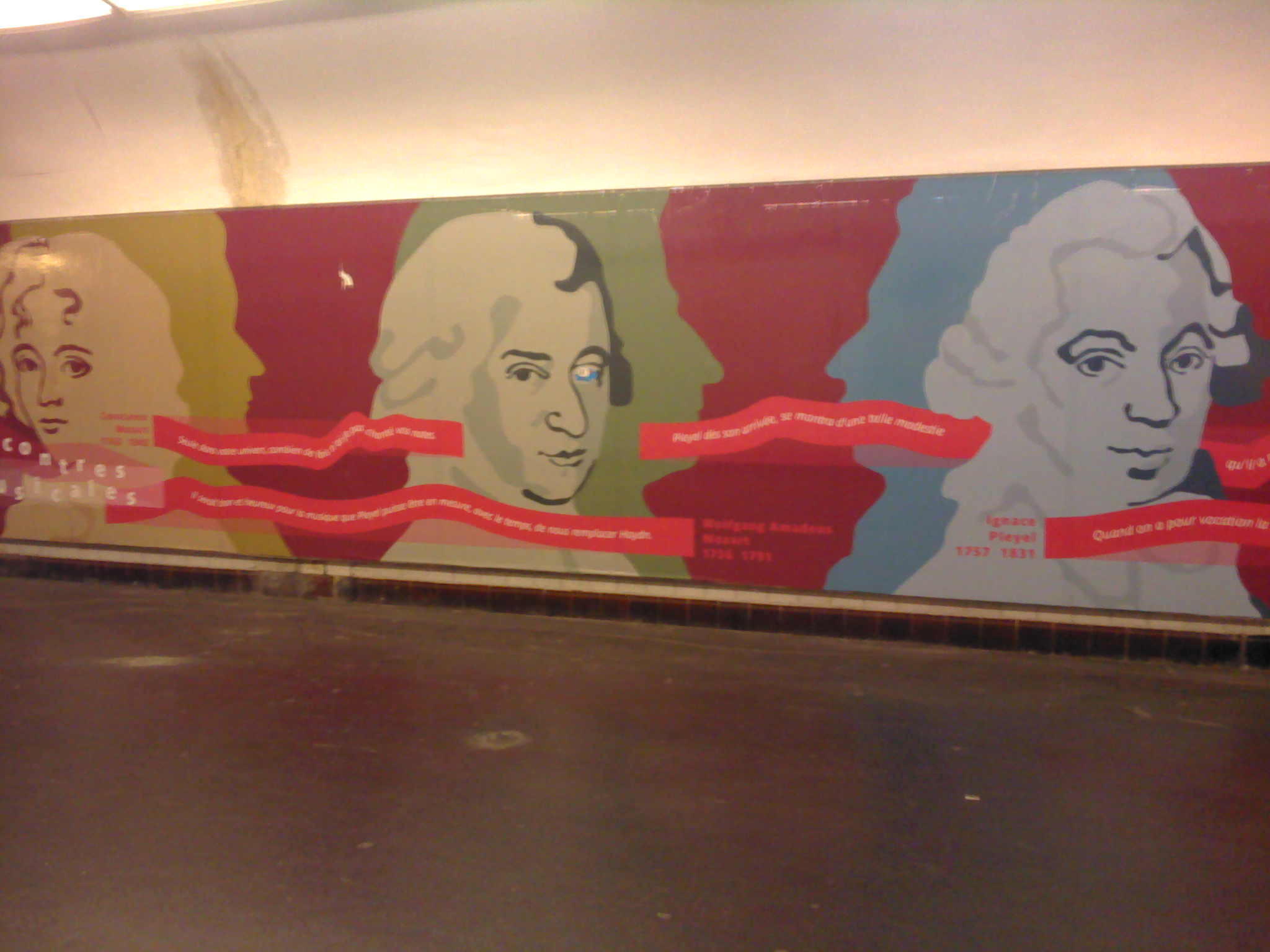
Panneau mural pour le centenaire du métro parisien.

Pour le centenaire du métro parisien, la station a été choisie pour être décorée selon la thématique « Musique ». Des systèmes interactifs d'éclairage et de diffusion de sons ont été mis en place, notamment dans le sous-sol de la station, ancien terminus qui possédait des aménagements pour les employés de la RATP, aujourd'hui inutilisés. Mais, à la suite de plaintes des conducteurs, perturbés par l'installation, et de l'association des usagers de la ligne 13, l'œuvre interactive a été arrêtée au bout de deux semaines de fonctionnement[réf. nécessaire].

### Fréquentation
Nombre de voyageurs entrés à cette  station :
| Année                      | 2013      | 2014      | 2015      | 2016      | 2017      | 2018      | 2019      | 2020      | 2021      |
| -------------------------- | --------- | --------- | --------- | --------- | --------- | --------- | --------- | --------- | --------- |
| Nombre de voyageurs par an | 2 829 368 | 2 987 091 | 2 933 248 | 2 669 794 | 2 619 238 | 2 657 021 | 2 473 446 | 1 205 747 | 1 535 528 |
| Rang                       | 193e      | 183e      | 188e      | 201e      | 207e      | 209e      | 211e      | 215e      | 230e      |
| Nombre de stations         | 302       | 302       | 302       | 302       | 302       | 302       | 302       | 304       | 304       |

## Services aux voyageurs

### Accès
Différentes entrées permettent d'accéder à la station par des escaliers : sur la place des Pianos, le Cap Ampère, le boulevard Anatole-France ainsi que sur le boulevard Ornano (côté des nos  pairs et impairs). Les accès sont les suivants :
- l'accès no 1 « Place des Pianos » ;
- l'accès no 2 « Cap Ampère » ;
- l'accès no 3 « Boulevard Anatole France » ;
- l'accès no 4 « Boulevard Ornano ».

Accès à la station
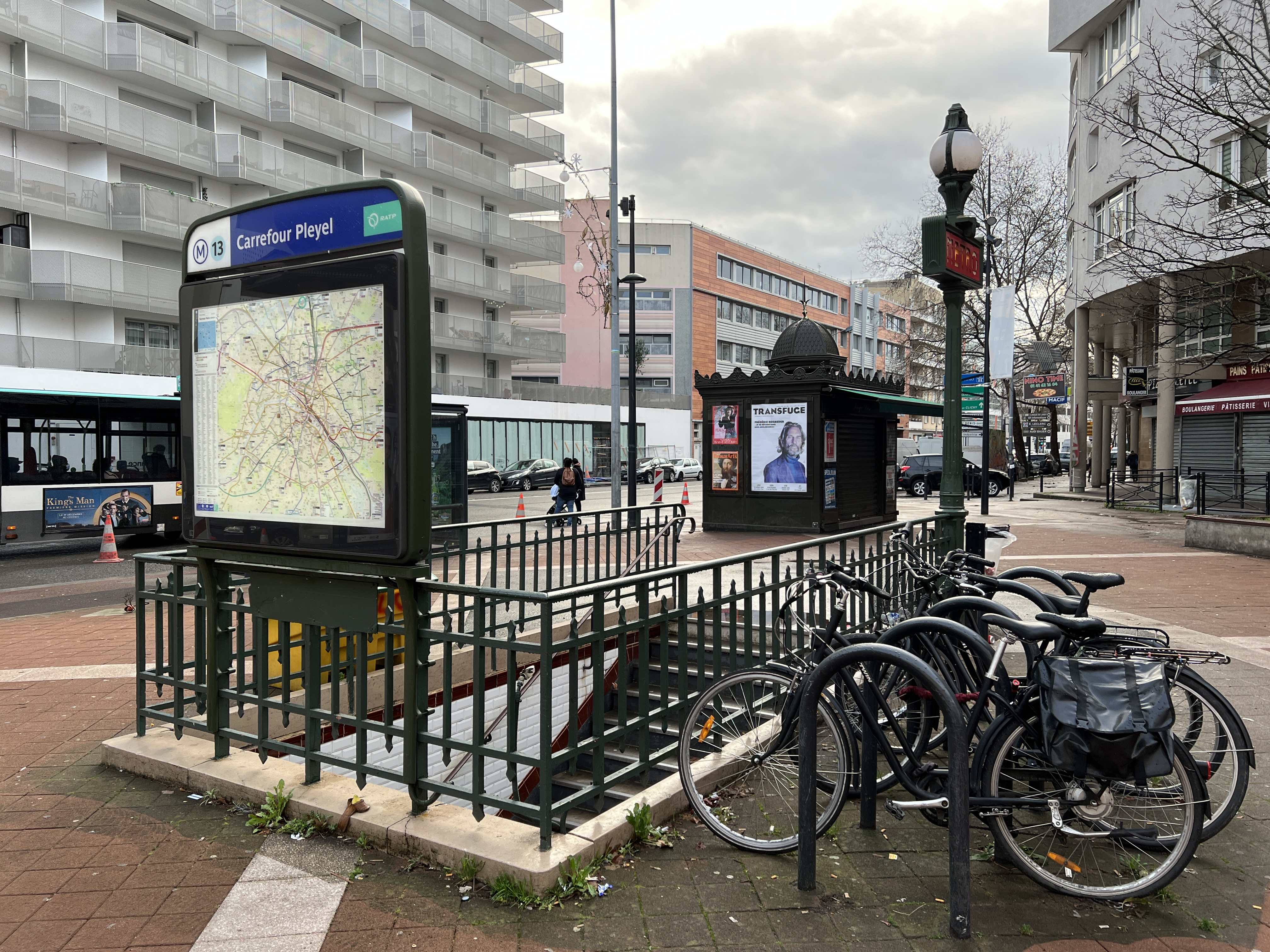
L'accès no 1 « Place des Pianos ».
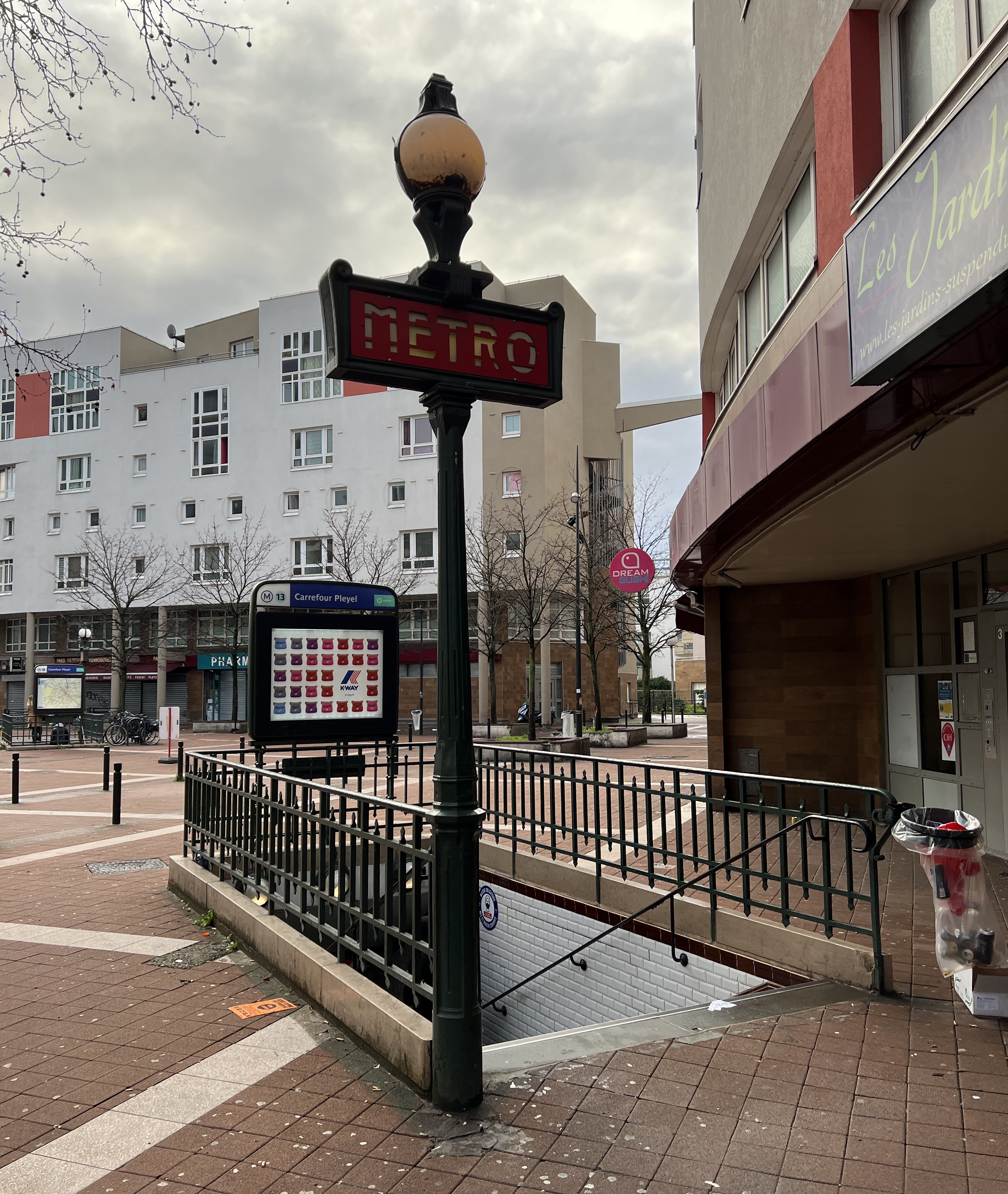
L'accès no 2 « Cap Ampère ».
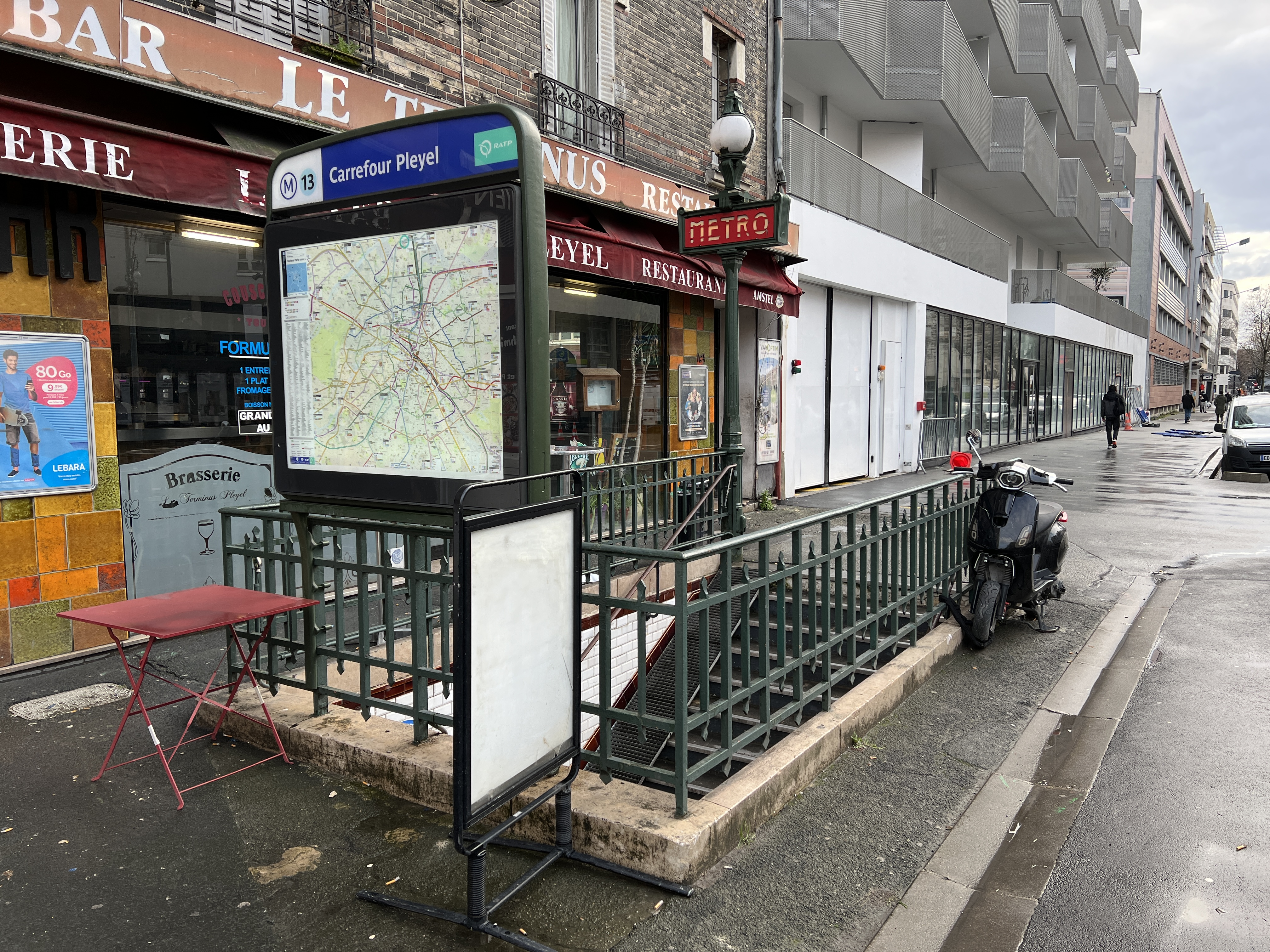
L'accès no 3 « Boulevard Anatole France ».
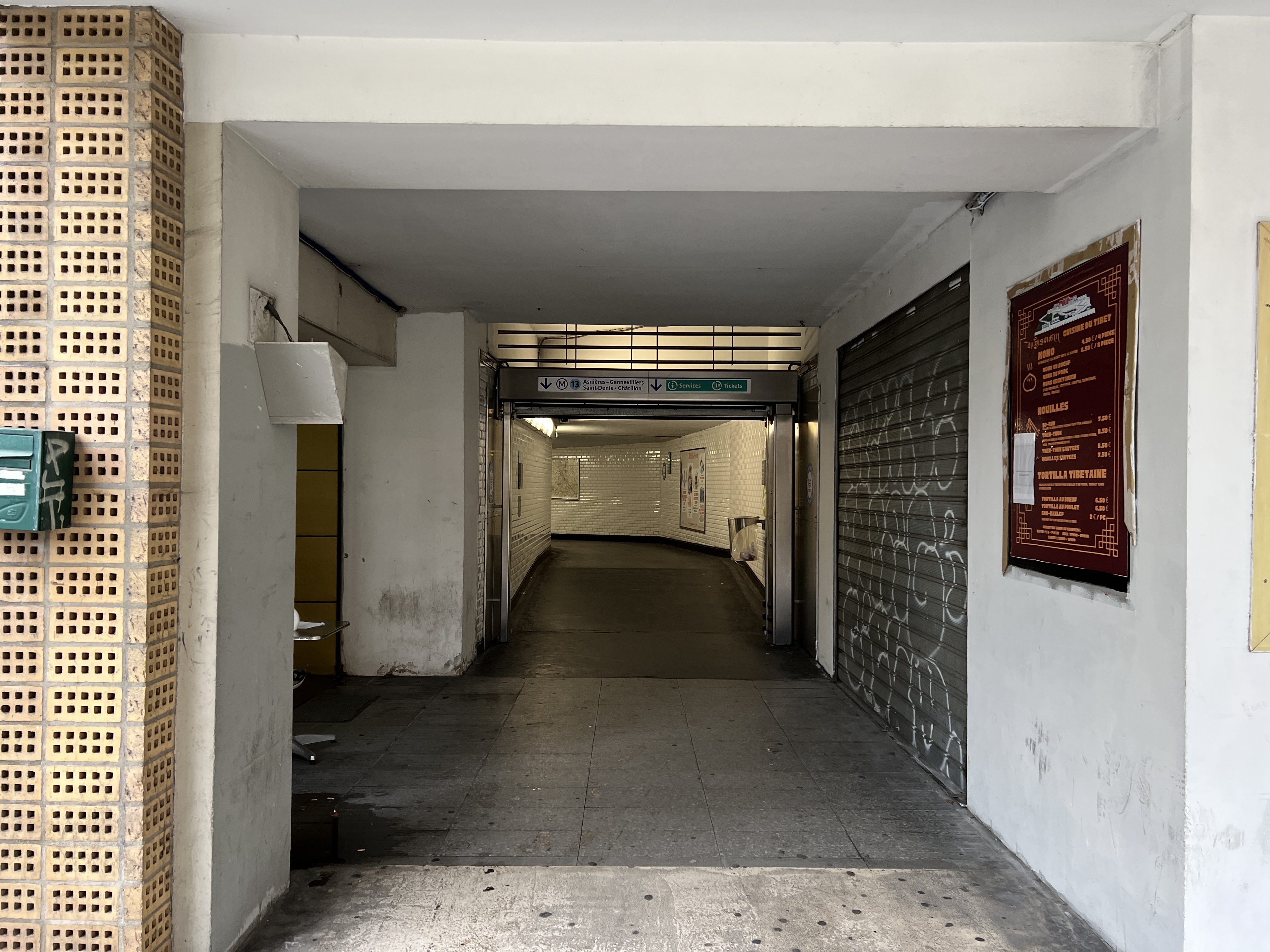
L'accès no 4 « Boulevard Ornano ».
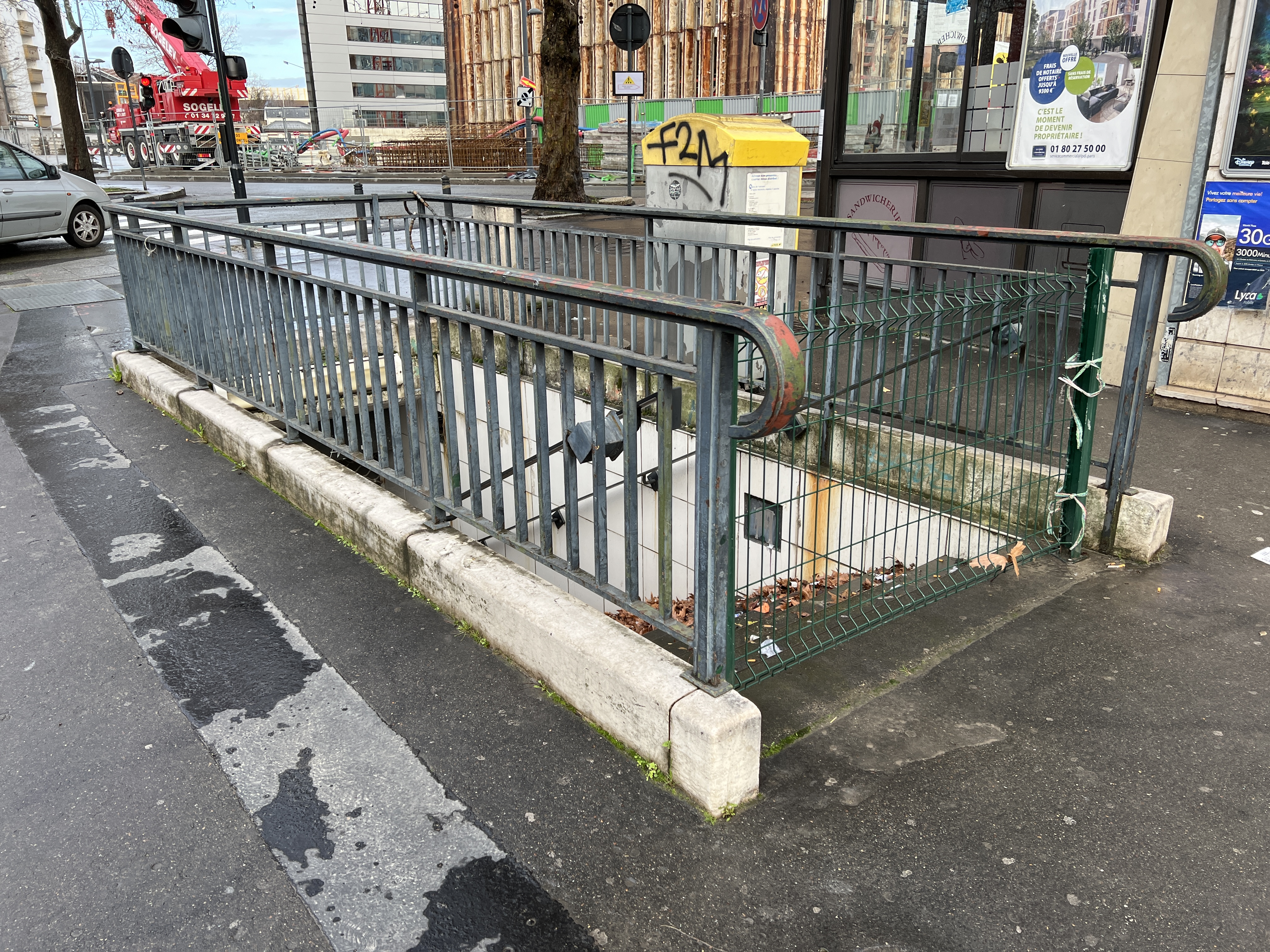
Accès condamné vers l'accès no 4.

### Quais
La station possède un quai latéral (desservi par les rames en direction de Saint-Denis) et un quai central, encadré de deux voies desservies par les rames à destination de Châtillon, le tout sous une voûte semi-elliptique. Cette configuration particulière est due à son statut de terminus qu'elle a eu de 1952 à 1976, puis pour desservir l'atelier de Pleyel à partir de 1974, atelier souterrain d'entretien des rames de la ligne. Elle possède trois bandeaux d'éclairage spécifiques constitués d'une ossature tubulaire sur lesquels sont accrochés des tubes transparents recevant les néons. Les carreaux en céramique blancs biseautés recouvrent les piédroits, la voûte, les tympans et les débouchés des couloirs. Les quais sont équipés de sièges du style « Motte » blancs et le nom de la station est inscrit en faïence dans le style de la CMP d'origine sur les piédroits, et en police de caractère Parisine sur plaques émaillées sur les panneaux centraux du quai central. Les cadres publicitaires sont particuliers : en faïence de couleur marron et avec des motifs simples, ils sont surmontés de la lettre « M ». Ces mêmes cadres ne sont présents que dans 7 autres stations du métro parisien.
Exceptionnellement, il peut arriver que des rames venant de Saint-Denis - Université aient pour terminus Carrefour Pleyel avec, dans ce cas, transbordement des voyageurs vers une autre rame située sur l'autre voie, sur le même quai, pour assurer la continuité du trajet vers Paris.
Du fait de son ancien statut de station terminus, elle possède plusieurs voies de garage ou de manœuvre, situées de part et d'autre, dans les tunnels, et dont l'une donne accès à l'atelier de Pleyel.

### Intermodalité
La station est desservie par les lignes 139, 255 et 274 du réseau de bus RATP et, la nuit, par la ligne N44 du réseau Noctilien. Témoin de la césure de ce quartier vis-à-vis du centre-ville de Saint-Denis, la station est située en zone 2, comme celles de Saint-Ouen, tandis que les autres stations dionysiennes sont en zone 3.
Le 24 juin 2024, la station desservie à distance, par la ligne 14 à la station Saint-Denis Pleyel ainsi qu'à la gare du Stade de France - Saint-Denis via le franchissement Pleyel (RER D) ainsi que par un cheminement piéton aménagé dans le cadre du projet urbain porté par Plaine Commune et la commune de Saint-Denis,.

## À proximité

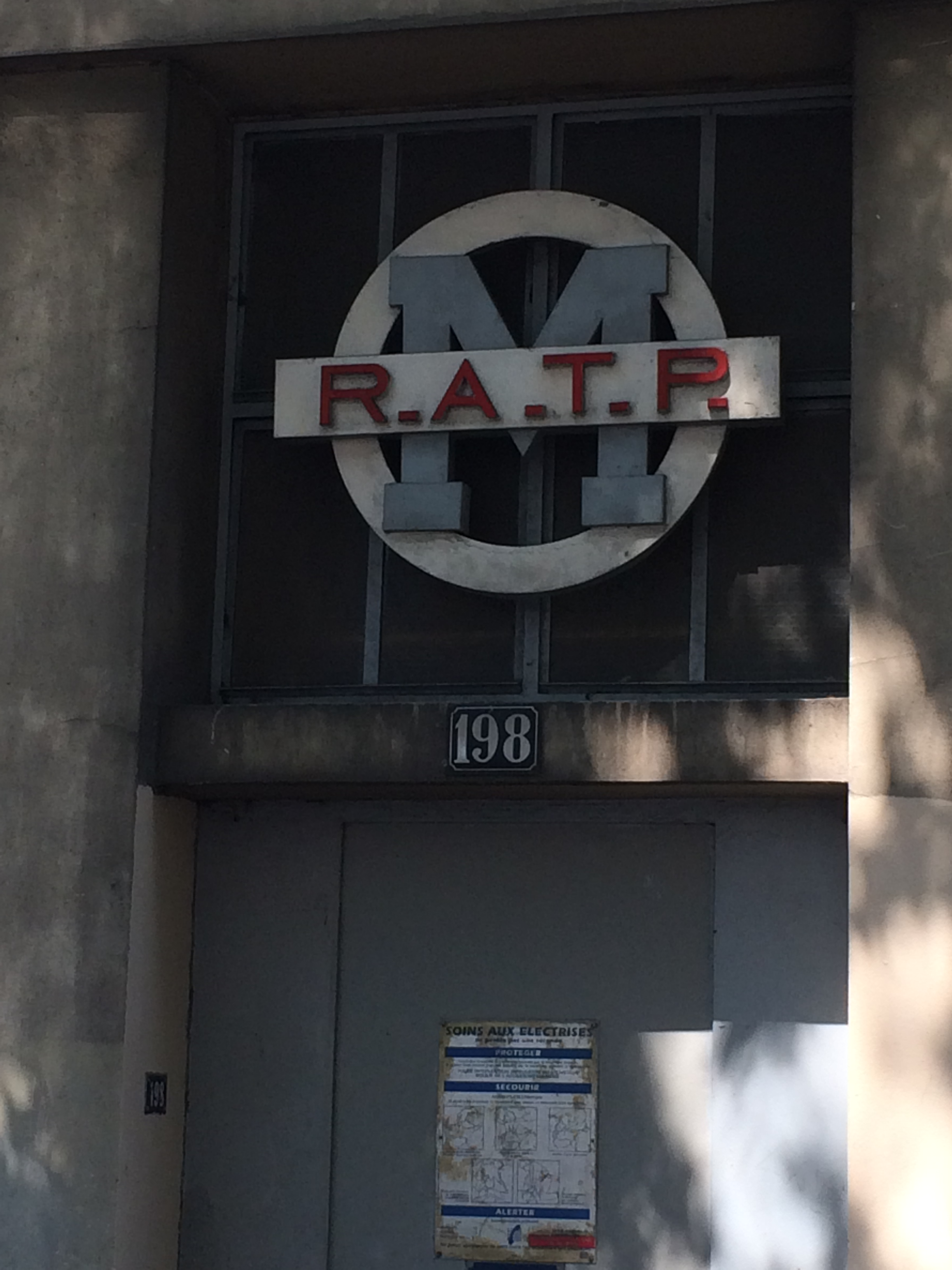
À proximité de la station, un poste de redressement avec un ancien logo RATP.

Le quartier du Carrefour Pleyel comprend notamment :
- les centres d'ingénierie du Groupe EDF Cap Ampère, CEIDRE et le dispatching national, situés à proximité de la station ;
- la tour Pleyel ;
- divers organismes du pôle de santé publique implanté à la Plaine Saint-Denis, tels que l'Agence française de sécurité sanitaire des produits de santé (appelée auparavant Agence du médicament) ou l'Institut national de prévention et d'éducation pour la santé ;
- la Cité du cinéma, due au réalisateur et producteur Luc Besson ; inaugurée le 21 septembre 2012, celle-ci est implantée dans l'ancienne usine électrique qui alimentait le métro parisien ;
- un important pôle d'entreprises du secteur tertiaire.